# Georg Sich
Georg Sich (* 1. Juni 1910; † 22. März 1997) war ein deutscher Turner, der zeitweise für die Deutschlandriege turnte.

## Leben
Sich turnte für den Düsseldorfer Turnverein von 1847 und war von Beruf technischer Angestellter. Zahlreich waren seine Erfolge bei nationalen Wettbewerben.
Er erzielte mehrere vordere Platzierungen bei Deutschen Meisterschaften und war 1936 Mitglied der Olympiakernmannschaft.
Ende März/Anfang April 1938 turnte er als Mitglied der Deutschlandriege auf einer Werbereise in Österreich. Auf dieser Reise waren 36 deutsche Spitzenturner in zwei Deutschlandriegen versammelt worden.
Am 22. April 1938 turnte er vor 6000 Zuschauern in Stuttgart in der Deutschlandriege. Am 11. Dezember 1938 turnte er im Dresdner Zirkus Sarrasani mit der deutschen Nationalmannschaft gegen Polen.